# Alexandre Slootmans
Alexandre Slootmans fut le 39e prélat de l'abbaye de Parc, de 1730 jusqu'à sa mort en 1756, cette abbaye étant un établissement prémontré situé dans le Brabant flamand, en Belgique, près de Louvain, fondée en 1129 et toujours en activité en 2021.
Lors de son mandat, l'abbé Alexandre Slootmans a achevé un nombre important d'objets d'art en bois dans l'abbatiale, au chapitre et dans le cloître. Cela étant, les campagnes de Louis XV, qui a séjourné à Parc avec le maréchal de Saxe une douzaine de jours, en 1746, ont quelque peu troublé la vie intérieure du monastère.
L'abbé Alexandre Slootmans fut en outre juge synodal de l'archevêché de Malines, député aux États de Brabant, visiteur de la circarie de Brabant et vicaire général pour le Brabant et la Frise.

## Parcours
Alexandre Slootmans naît à Wilrijk le 23 juin 1680. Il fait ses humanités au collège de Gheel et à celui des Augustins à Louvain. Il suit un cours de philosophie à la pédagogie du Château.
Il devient profès en entrant à l'abbaye de Parc en 1701, prêtre en 1704, bachelier en théologie, professeur de théologie à l'abbaye de Floreffe en 1708, prior vacantiarum au collège des Prémontrés à Louvain en 1709, vicaire à Tervueren en 1714, prévôt du monastère de Val-Sainte-Catherine à Oosterhout en 1728, puis est élu abbé de Parc en mars 1730, bénit le 8 mai 1730,,.
Il meurt le 8 mai 1756.

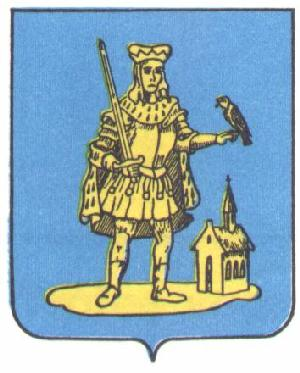
Armoiries de Wilrijk.
Armoiries de la pédagogie du Château.
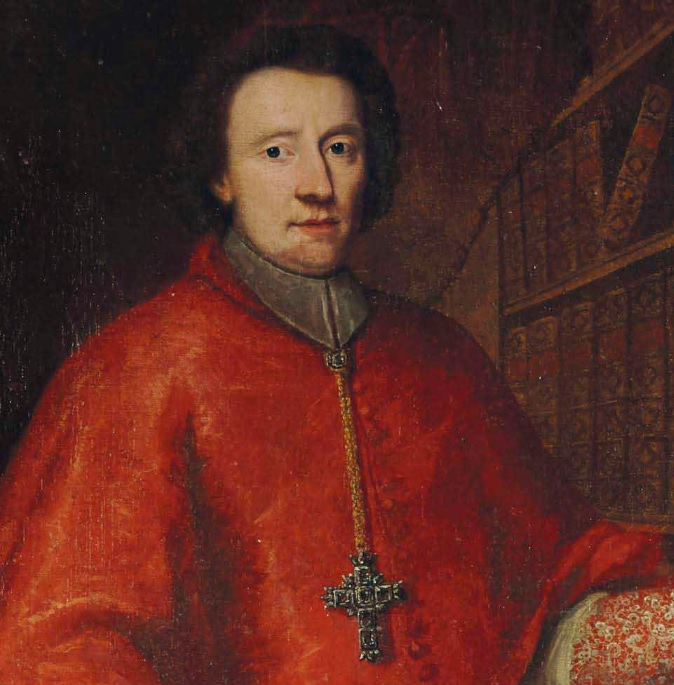
Le cardinal-archevêque Thomas-Philippe d'Alsace de Hénin-Liétard.

## Abbatiat

### Intendance
Durant son abbatiat, Alexandre Slootmans achève un nombre important d'objets d'art en bois dans l'abbatiale dont l'exécution est confiée à Jacques Bergé.
Vers 1752, c'est au tour du chapitre que de disposer de boiseries,. En 1752 encore, le sculpteur Du Pats réalise l'ornementation de deux des portes du cloître pour 43 florins.

### Religion
L'abbé Alexandre Slootmans est juge synodal de l'archevêché de Malines (1737), député aux États de Brabant (1737), visiteur de la circarie de Brabant (1738), vicaire général pour le Brabant et la Frise (1746).

### Politique
Les campagnes de Louis XV, qui est resté avec le maréchal de Saxe une douzaine de jours à Parc, en 1746, ont troublé la vie intérieure à l'abbaye de Parc. 

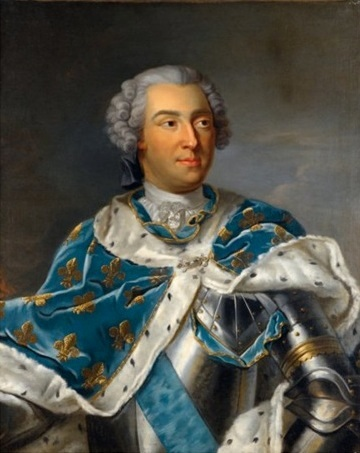
Louis XV, roi de France
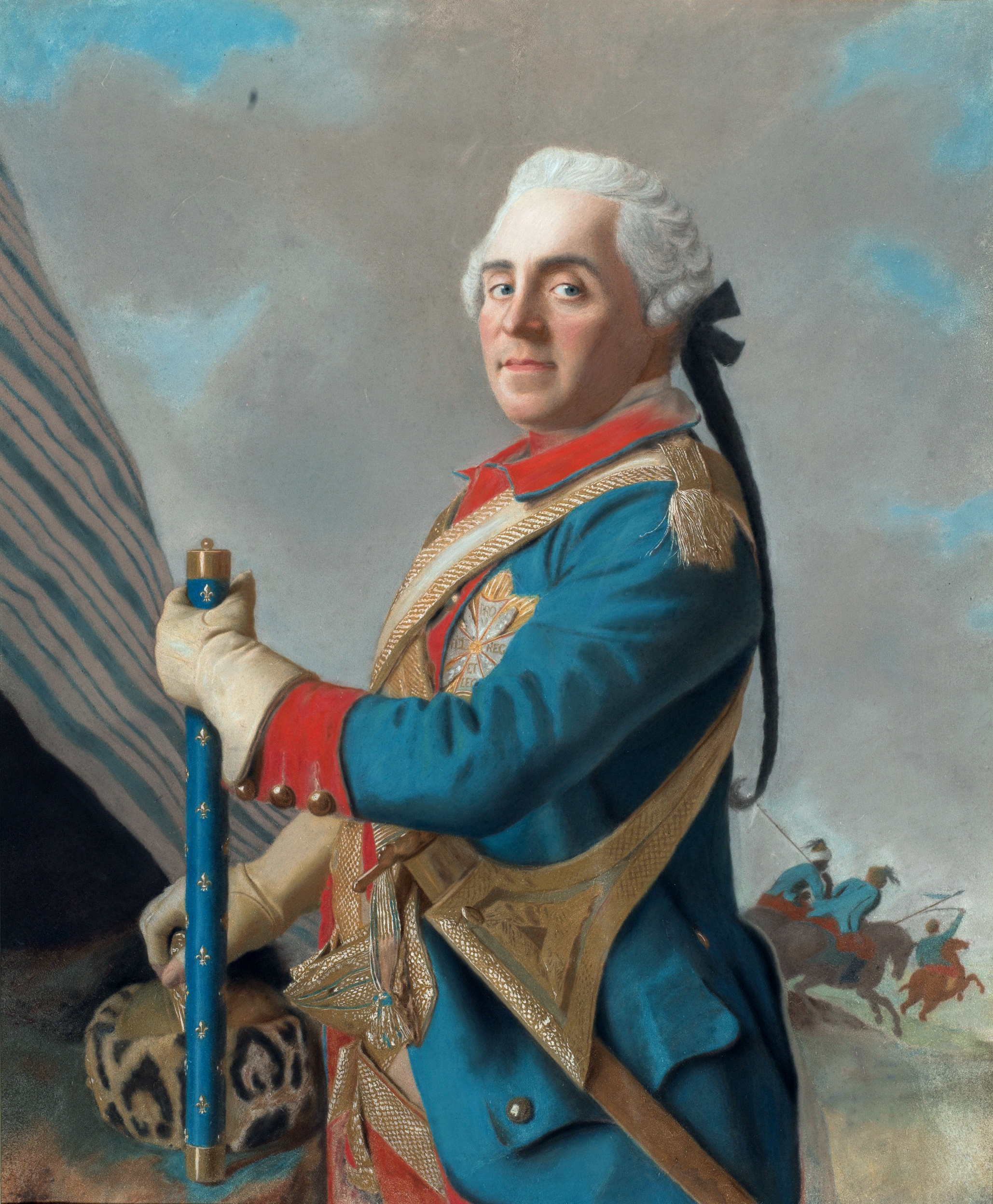
Maréchal de Saxe

## Postérité

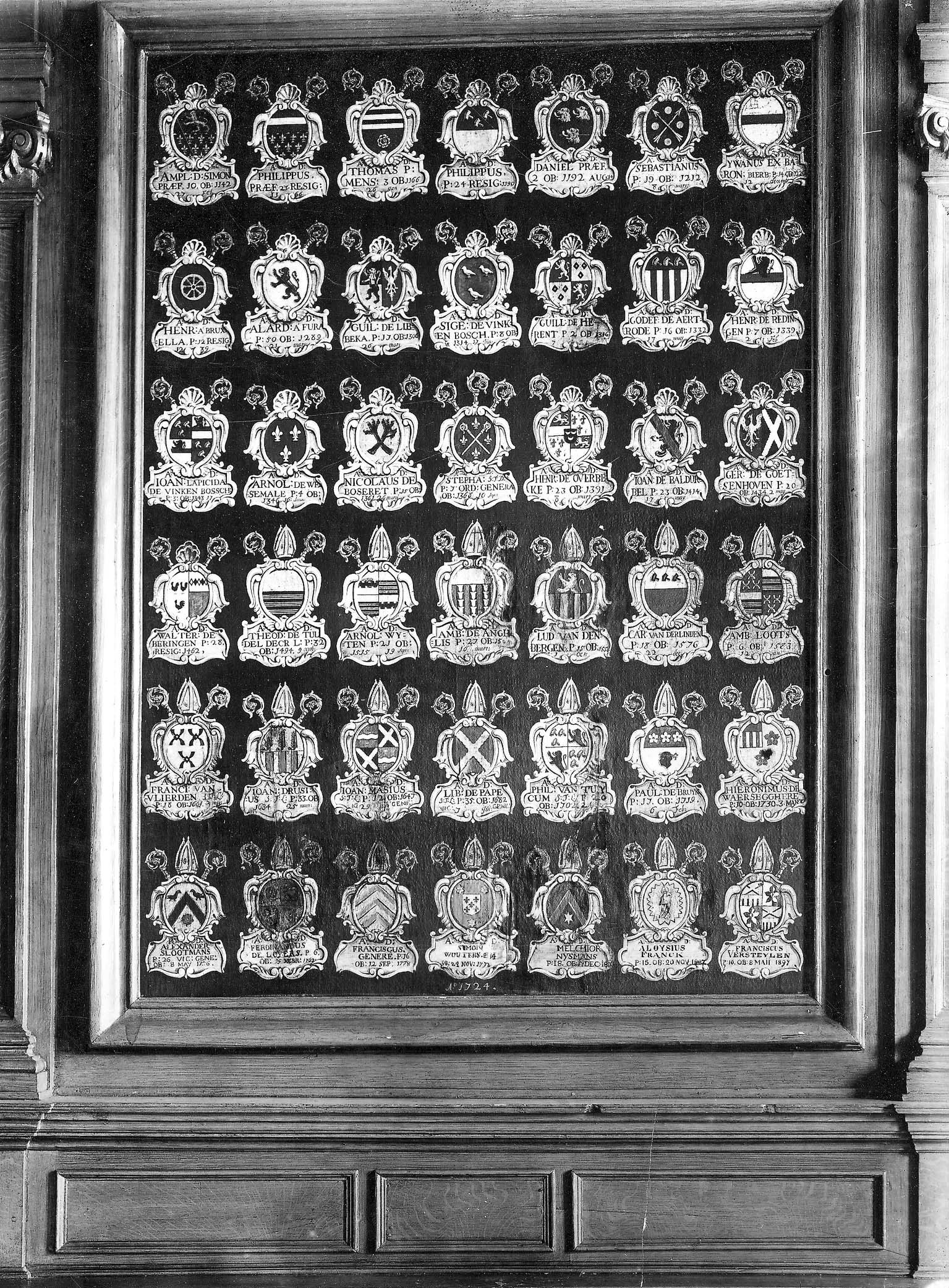
Tableau des armes des abbés de Parc (1724)

### Portrait
Le portrait de l'abbé Alexandre Slootmans existe dans les abbayes de Parc et d'Oosterhout.

### Armes de l'abbé
Selon J.E. Jansen, les armes de l'abbé Alexandre Slootmans se blasonnent : « d'or au chevron de sable accompagné de deux tourterelles du même se regardant, et en pointe une quintefeuille de gueules », ayant en devise : « Confortavit seras portarum »,. Ces armes existent à l'abbaye de Parc ainsi qu'à l'abbaye d'Oosterhout. Elles figurent aussi au-dessus de la porte d'entrée du presbytère de Korbeek-Lo.
Un examen de l'armorial des abbés de Parc permet en outre de rapprocher les armes de l'abbé Alexandre Slootmans de celles de tous les autres abbés de l'établissement religieux.